# Kurt Törnqvist
Kurt Valdemar Törnqvist, född 3 april 1921 i Stockholm, död 25 november 2008 i Sofia församling, Stockholm, var en svensk målare och tecknare.
Han var son till John Valdemar Törnqvist och Judit Maria Fredriksson. Törnqvist studerade vid Tekniska skolan 1937–1939 och sporadiskt vid Signe Barths målarskola i Stockholm 1946–1949 samt genom självstudier under ett flertal studieresor till Frankrike och Spanien. Han tilldelades ett stipendium ur Kungafonden 1954. I sina tidiga arbeten var han starkt influerad av Ivan Aguélis ljusa kolorit men efter sina resor till Frankrike kom hans stil mer att bära drag från Paul Cézanne. Separat ställde han ut på Galerie Æsthetica, Modern konst i hemmiljö i Stockholm och på Lorensbergs konstsalong i Göteborg samt i Torshälla och Södertälje. Han medverkade i Nationalmuseums utställning Unga tecknare och samlingsutställningar arrangerade av Sveriges allmänna konstförening på Liljevalchs konsthall samt i Liljevalchs Stockholmssalonger. Hans konst består huvudsakligen av landskapsmålningar från Österlen, västkusten och Mälarlandskapet. Törnqvist är gravsatt i minneslunden på Skogskyrkogården i Stockholm.